# Seema Yasmin
Seema Yasmin es una médica, escritora y comunicadora científica británica que trabaja en la Universidad de Stanford. Es la directora de Investigación y Educación en la Iniciativa de Comunicación de Salud de Stanford. Durante la pandemia de COVID-19, Yasmin ayudó a desacreditar los mitos sobre el coronavirus.

## Educación
Yasmin nació en el Reino Unido. Su madre, Yasmin Halima, es becaria del Instituto de Carreras Distinguidas y trabaja en la salud de la mujer. Creció en Nuneaton y se mudó a Londres para asistir a la escuela secundaria. A la edad de diecisiete años, Yasmin decidió que quería usar el nombre de pila de su madre como apellido y se cambió el nombre con un abogado. Yasmin se formó en bioquímica en la Universidad Queen Mary de Londres y se graduó en el 2005. Se mudó a la Universidad de Cambridge para completar un programa de posgrado en medicina. Comenzó su carrera médica en el Servicio Nacional de Salud, trabajando en el Hospital Universitario Homerton durante un año. En el 2010, Yasmin recibió una beca de la Universidad de California en Los Ángeles para capacitarse en investigación clínica en Botsuana. Se mudó a los Estados Unidos con su madre. En 2011, Yasmin se unió al Servicio de Inteligencia Epidémica como oficial en los Centros para el Control y la Prevención de Enfermedades de los Estados Unidos, donde estudió brotes de enfermedades en prisiones, ciudades fronterizas y reservas de indios americanos. Mientras estudiaba un brote de fascitis necrosante en la nación navajo, Yasmin se dio cuenta del poder de la comunicación científica eficaz y se dio cuenta de que quería utilizar el periodismo para cambiar las políticas públicas.

## Carrera
En 2013, Yasmin fue nombrada Becaria de Periodismo Global Dalla Lana en la Universidad de Toronto. Aquí se enfocó en contar historias de epidemias en un esfuerzo por animar a otros a aprender de la tragedia. Poco después de completar su beca, Yasmin se unió a The Dallas Morning News como reportera. Su trabajo allí incluyó la cobertura de la crisis del ébola en Dallas y la epidemia de violencia armada en Estados Unidos. Era analista médica de CNN y tenía un segmento médico semanal en el socio de noticias de televisión NBC 5 DFW. Ocupó un puesto simultáneo como profesora de salud pública en la Universidad de Texas en Dallas. Yasmin dio la Conferencia Austin McGovern del 2016 de la Universidad de Texas, donde habló de las lecciones que había aprendido al informar sobre emergencias de salud pública.
Yasmin se incorporó a la Universidad de Stanford como becaria John S. Knight en 2017. Allí investigó la propagación de información errónea y pseudociencia durante las epidemias. Como parte de esta beca, Yasmin comenzó a trabajar con Wired para desacreditar la pseudociencia y la desinformación en YouTube. Dio una charla en el evento TEDx OakLawn en 2018. En 2019, Yasmin fue nombrada directora de la Iniciativa de Comunicación de Salud de la Universidad de Stanford.
Durante la pandemia de COVID-19, Yasmin utilizó las redes sociales, podcasts, y artículos de divulgación científica para informar mejor al público sobre el coronavirus. Yasmin se convirtió en uno de los expertos en salud pública más confiables en las redes sociales. Usó seminarios web para enseñar a los estudiantes cómo informar de manera responsable sobre emergencias médicas. En una entrevista con Bumble, Yasmin explicó cómo tener citas durante la pandemia.

## Publicaciones seleccionadas

### Artículos científicos evaluados por pares
- Ngugi, E. N.; Roth, E.; Mastin, Theresa; Nderitu, M. G.; Yasmin, Seema (1 de septiembre de 2012). «Female sex workers in Africa: Epidemiology overview, data gaps, ways forward». SAHARA-J: Journal of Social Aspects of HIV/AIDS 9 (3): 148-153. ISSN 1729-0376. PMC 4560463. PMID 23237069. doi:10.1080/17290376.2012.743825.[24]
- Regan, Joanna J.; Traeger, Marc S.; Humpherys, Dwight; Mahoney, Dianna L.; Martinez, Michelle; Emerson, Ginny L.; Tack, Danielle M.; Geissler, Aimee et al. (1 de junio de 2015). «Risk Factors for Fatal Outcome From Rocky Mountain Spotted Fever in a Highly Endemic Area—Arizona, 2002–2011». Clinical Infectious Diseases (en inglés) 60 (11): 1659-1666. ISSN 1058-4838. PMC 4706357. PMID 25697742. doi:10.1093/cid/civ116. [25]

### Trabajos seleccionados
- El Dr. Impaciente Lange: la lucha para Acabar de Un Hombre la Epidemia de VIH Global  Joep Lange Instituto (2018-08-31). "Seema Yasmin introduce su libro El Dr. Impaciente Lange". [26][27]

- Yasmin, Seema; Azim, Fahmida (2020). Muslim women are everything : stereotype-shattering stories of courage, inspiration, and adventure. HARPERCOLLINS. ISBN 978-0-06-294703-1. OCLC 1111254482.[28][29]
- From Liberia, Ebola Survivors Report They Are Still Afflicted with Disabling Symptoms (en inglés). Consultado el 11 de mayo de 2020.[30]

- Yasmin, Seema (2021). Viral BS : medical myths and why we fall for them. ISBN 978-1-4214-4040-8.[31]

Su segundo libro, Muslim Women Are Everything [Las mujeres musulmanas lo son todo], comenzó como una conversación en Twitter y terminó como un contrato de libro de seis cifras.

## Premios y honores
- Premio Mayborn de la Universidad del Norte de Texas 2016 de no ficción literaria[34]
- 2016 nominada a un premio Emmy por su documental Hidden Threat: The Kissing Bug and Chagas Disease[35][36]
- Becaria de Periodismo John S. Knight 2017.[1]